# Laver Cup 2018
La Copa Laver 2018, oficialment conegut com a Laver Cup 2018, és un esdeveniment de tennis masculí que enfronta un equip europeu amb un equip de la resta del món. La segona edició del torneig es va celebrar entre el 21 i el 23 de setembre de 2018 sobre pista dura interior al United Center de Chicago (Estats Units).

## Participants
| Equip Europa               | Equip Europa |
| -------------------------- | ------------ |
| Capità: Björn Borg         |              |
| Sotscapità: Thomas Enqvist |              |
| Tennista                   | Ràquing      |
| Roger Federer              | 2            |
| Novak Đoković              | 3            |
| Alexander Zverev           | 5            |
| Grígor Dimitrov            | 7            |
| David Goffin               | 11           |
| Kyle Edmund                | 16           |
| Jérémy Chardy              | 41           |

| Equip Món                   | Equip Món |
| --------------------------- | --------- |
| Capità: John McEnroe        |           |
| Sotscapità: Patrick McEnroe |           |
| Tennista                    | Rànquing  |
| Juan Martín del Potro       | 4         |
| Kevin Anderson              | 9         |
| John Isner                  | 10        |
| Diego Schwartzman           | 14        |
| Jack Sock                   | 17        |
| Nick Kyrgios                | 27        |
| Frances Tiafoe              | 40        |
| Nicolás Jarry               | 46        |

|  | Renúncia |
|  | Suplent  |

* Rànquing individual a dia 17 de setembre de 2018

## Partits
| Dia | Data           | Equip Europa                     | Puntuació | Equip Món                  | Marcador               | Punt. acumulada |
| --- | -------------- | -------------------------------- | --------- | -------------------------- | ---------------------- | --------------- |
| 1   | 21 de setembre | Grígor Dimitrov                  | 1−0       | Frances Tiafoe             | 6−1, 6−4               | 1−0             |
| 1   | 21 de setembre | Kyle Edmund                      | 1−0       | Jack Sock                  | 6−4, 5−7, [10−6]       | 2−0             |
| 1   | 21 de setembre | David Goffin                     | 1−0       | Diego Schwartzman          | 6−4, 4−6, [11−9]       | 3−0             |
| 1   | 21 de setembre | Roger Federer / Novak Đoković    | 0−1       | Kevin Anderson / Jack Sock | 7−6(5), 3−6, [6−10]    | 3−1             |
| 2   | 22 de setembre | Alexander Zverev                 | 2−0       | John Isner                 | 3−6, 7−6(6), [10−7]    | 5−1             |
| 2   | 22 de setembre | Roger Federer                    | 2−0       | Nick Kyrgios               | 6−3, 6−2               | 7−1             |
| 2   | 22 de setembre | Novak Đoković                    | 0−2       | Kevin Anderson             | 6−7(5), 7−5, [6−10]    | 7−3             |
| 2   | 22 de setembre | David Goffin / Grígor Dimitrov   | 0−2       | Jack Sock / Nick Kyrgios   | 3−6, 4−6               | 7−5             |
| 3   | 23 de setembre | Roger Federer / Alexander Zverev | 0−3       | John Isner / Jack Sock     | 6−4, 6−7(2), [9−11]    | 7−8             |
| 3   | 23 de setembre | Roger Federer                    | 3−0       | John Isner                 | 6−7(5), 7−6(6), [10−7] | 10−8            |
| 3   | 23 de setembre | Alexander Zverev                 | 3−0       | Kevin Anderson             | 6−7(3), 7−5, [10−7]    | 13−8            |
| 3   | 23 de setembre | Novak Đoković                    | 0−0       | Nick Kyrgios               | No disputat            | No disputat     |

Els partits disputats el primer dia estan valorats amb un punt, els del segon dia amb dos, i els del tercer dia amb tres punts. Es disputen quatre partits cada dia (tres individuals i un de dobles), de manera que hi ha un total de 24 punts disponibles, de manera que guanya el primer equip a arribi a 13 punts. Amb aquest sistema de puntuació, cap equip pot esdevenir guanyador fins a l'últim dia.